# Kūrgāh
Kūrgāh (persiska: کورگاه, Kūrān) är en ort i Iran.   Den ligger i provinsen Kerman, i den centrala delen av landet, 800 km sydost om huvudstaden Teheran. Kūrgāh ligger 1 968 meter över havet och antalet invånare är 297.
Terrängen runt Kūrgāh är lite kuperad.Runt Kūrgāh är det glesbefolkat, med 16 invånare per kvadratkilometer. Närmaste större samhälle är Deh-e Serāj, 13,7 km nordväst om Kūrgāh. Trakten runt Kūrgāh är ofruktbar med lite eller ingen växtlighet.